# Selah and the Spades
Selah and the Spades es una película dramática estadounidense de 2019 escrita y dirigida por Tayarisha Poe, en su debut como directora. Está protagonizada por Lovie Simone, Celeste O'Connor, Jharrel Jerome, Gina Torres y Jesse Williams. Tuvo su estreno mundial en el Festival de Cine de Sundance el 27 de enero de 2019. Fue lanzado el 17 de abril de 2020 por Amazon Studios.

## Trama
Selah es estudiante de último año en un internado de Pensilvania, donde lidera una facción de estudiantes llamada Spades que venden drogas a otros estudiantes. La escuela tiene otras cuatro facciones; sin embargo, a diferencia de los demás, Selah no tiene a nadie que la reemplace cuando se gradúe. Maxxie es su mano derecha y juntos han desarrollado una operación secreta y eficiente. Una chica nueva, Paloma, se transfiere a la escuela, y cuando fotografía a Selah durante la práctica de Spirit Squad, Selah ve inmediatamente su talento. Selah le pide a Paloma que tome fotos incriminatorias de su rival Bobby engañando a su novio, empujando a Paloma al drama de la escuela. Selah le dice a Maxxie que Paloma le recuerda a ella misma y decide comenzar a prepararla para que se haga cargo. Paloma aprende rápido y rápidamente demuestra su valía en las espadas.
Circulan rumores de que hay una rata entre los Picas, y después de investigar un poco, Selah descubre que Maxxie había sido descuidada con el libro de contabilidad utilizado para registrar sus ventas, lo que había causado pedidos incorrectos y afectado su reputación. Selah lo confronta y finalmente lo despide.
El director anuncia que, debido a la mala conducta de algunos de los estudiantes, se canceló el baile de graduación. En una reunión de emergencia de las facciones, Selah y Bobby se pelean mutuamente culpándose por la cancelación del baile de graduación, pero Paloma sugiere que organicen su propio baile de graduación fuera de los terrenos de la escuela. Cada facción acepta ayudar con un aspecto diferente para asegurarse de que el baile sea un éxito. En privado, Bobby le pregunta a Paloma si sabe de Teela, la chica que estuvo antes en su lugar, y le advierte que Selah la drogó, provocando un accidente automovilístico y finalmente su expulsión. Cuando Paloma le pregunta a Selah sobre Teela, Selah se niega a dar una respuesta directa. Después de esa conversación, Selah saca un vial de drogas y guarda una de ellas en su bolsillo. De camino al baile, Selah mete unas pastillas en una pequeña botella de alcohol y se la da a Paloma. Durante la fiesta, Paloma vomita y no responde. Selah encuentra a Maxxie y le pregunta si recuerda cuán potente es la droga, e inmediatamente se preocupa por la seguridad de Paloma. Los dos encuentran a Paloma, pero ella huye de ellos y, en su estado desorientado, tropieza con una barandilla en el costado de un acantilado. Se las arregla para agarrarse a la barandilla y Selah y Maxxie la ponen a salvo.

## Elenco
- Lovie Simone como Selah Summers
- Celeste O'Connor como Paloma Davis
- Jharrel Jerome como Maxxie Ayoade
- Gina Torres como Maybelle Summers
- Jesse Williams como director Banton
- Ana Mulvoy-Ten como Bobby
- Benjamín Breault como David
- Henry Hunter-Hall como Tarit
- Evan Roe como Two Tom
- Francesca Noel como Amber B.
- Cody Sloan como Cooper
- Rae Bell como Lulú

## Producción
Tayarisha Poe se inspiró para escribir el guion porque quería ver una película con personajes que se parecieran a ella y experimentar la sensación de "potencial y libertad ilimitados" que recordaba haber sentido cuando era adolescente. Mientras trabajaba en un trabajo insatisfactorio, se fijó la meta de escribir una escena cada día. Inspirada por la naturaleza poco convencional de la película La Jetée, imaginó la historia de Selah contada a través de una variedad de medios no lineales: un sitio web de cuentos, cortometrajes, música y fotografías que juntos contarían una historia completa. Este proyecto, que ella llamó una "obertura", se lanzó en línea en 2014 y rápidamente atrajo la atención, incluso del director de cine Terence Nance. En algún momento, Poe cambió de dirección y convirtió la historia en una película, creyendo que la experiencia de la audiencia viendo una película de dos horas en una sola sesión era necesaria para que el proyecto funcionara. El rodaje de la película estaba originalmente programado para comenzar en 2015, pero hubo problemas con el financiamiento y se pospuso. Poe continuó desarrollando el guion a través del Laboratorio de guionistas y el Laboratorio de directores organizado por el Instituto Sundance. Poe también fue seleccionado para participar en el Programa Catalyst del Instituto Sundance, que ayuda a vincular a cineastas con inversionistas. A través de ese proceso, conoció a la productora Lauren McBride y pudo presentar su idea a una sala de inversores, lo que llevó a que se produjera la película.
El rodaje duró 25 días en el verano de 2018, y la mayor parte de la filmación tuvo lugar en un campus en Wenham, Massachusetts. El director de fotografía de la película, Jomo Fray, ha dicho que el estilo visual se inspiró en el álbum Anti de Rihanna . Las tomas de cámara de mano se utilizan cerca del final de la película para representar la pérdida gradual de poder de Selah. Durante la mayor parte de la película, los colores tienden hacia el azulado para darle una sensación fría, pero se eligieron colores cálidos en momentos en los que "sucede algo antinatural o hay una profunda violencia que ingresa al espacio". El equipo creativo de la película estableció diferentes paletas de colores para cada una de las facciones de la historia.

## Realización
Tuvo su estreno mundial en el Festival de Cine de Sundance el 27 de enero de 2019. En julio de 2019, Amazon Studios adquirió los derechos de distribución de la película, con planes para una serie original basada en la película. La película se estrenó en línea el 17 de abril de 2020. Debido a que el estreno en línea ocurrió durante el período de confinamiento de la pandemia de COVID-19, Amazon Studios se asoció con restaurantes en Los Ángeles, San Francisco, Atlanta, Boston, Filadelfia y otras ciudades para entregar comidas a domicilio para celebrar el estreno en línea. El objetivo era apoyar a las empresas locales que estaban perdiendo dinero durante los cierres, así como recaudar dinero para apoyar a las organizaciones benéficas locales.

## Recepción de la crítica
En el agregador de reseñas Rotten Tomatoes, la película tiene un índice de aprobación del 86% basado en 109 reseñas, con una calificación promedio de 6.9/10 . El consenso de los críticos del sitio web dice: "Una historia sobre la mayoría de edad inteligente, bien actuada y refrescantemente desordenada, Selah and the Spades sugiere un futuro brillante para la directora y escritora debutante Tayarisha Poe". En Metacritic, la película tiene una puntuación media ponderada de 69 sobre 100, basada en 29 críticos, lo que indica "críticas generalmente favorables".
En Rolling Stone, David Fear elogió al cineasta. "Se puede decir que hay una voz y una visión detrás de Selah and the Spades, una que probablemente se hará realidad después de un tiempo de preparación. Puede parecer un elogio débil lanzar un letrero de 'ver este espacio' encima de lo que de hecho es una primera película más que impresionante. Pero piense en cuántos debuts de cineastas jóvenes y frescos ha visto a lo largo de los años, y cómo esa chispa inicial finalmente nos regaló carreras definidas por niveles exponenciales. Así es como te sientes viendo esto. "Nunca se toman en serio a las chicas", se queja Selah en un momento dado. Es un error que comete todo el mundo. Solo un idiota no tomaría a Poe en serio después de esto. Tienes la sensación de que solo se está calentando".
Selah and the Spades fue elegido por los críticos del New York Times. El crítico Teo Bugbee escribió que "si bien hay un simple placer en ver una película producida con tanta precisión, Selah and the Spades tiene como objetivo hacer más que verse bien. Es expresivo, usa imágenes para hacer declaraciones dinámicas: los líderes estudiantiles en lados opuestos de una mesa se convierten en un consejo de guerra improvisado; Selah desliza sus trenzas sobre su hombro y se transforma en una figura de máximo poder". Peter Bradshaw de The Guardian lo comparó con Heathers y sugirió que "es una historia intrigante, opaca y tonalmente esquiva que parece extrañamente inacabada".